# Willem Drees
Willem Drees (Amsterdam, 5 juli 1886 – Den Haag, 14 mei 1988) was een Nederlands politicus van de Sociaal-Democratische Arbeiderspartij (SDAP) en de latere Partij van de Arbeid (PvdA). Hij was minister-president van Nederland van 1948 tot 1958, en wordt door menigeen beschouwd als een van de belangrijkste naoorlogse Nederlandse politici. Onder zijn leiding vonden zowel de dekolonisatie van Nederlands-Indië als de wederopbouw van Nederland plaats. Drees was een overtuigd sociaaldemocraat, maar wel zeer pragmatisch ingesteld ('niet alles kan, en zeker niet alles tegelijk').
Drees genoot een populariteit die de partijpolitieke grenzen overschreed en kreeg de bijnaam Vadertje Drees. Hij was de initiator van diverse sociale wetten. Als minister van Sociale Zaken legde hij al in 1947 met de Noodwet Ouderdomsvoorziening de grondslag van sociale wetgevingen. Vandaar ook de uitdrukking: Hij trekt van Drees (waarmee wordt bedoeld dat iemand ouderdomspensioen ontvangt). Tien jaar later loodste minister Ko Suurhoff zijn Algemene Ouderdomswet door het parlement. Deze verschilde sterk van de Noodwet. Voor de uitkeringen volgens de Noodwet had niemand premies betaald. Het was in feite het door de Bond voor Staatspensionering bepleite staatspensioen, betaald uit de belastingen.
In de jaren zeventig, toen zijn zoon Willem Drees jr. opgang maakte met zijn gematigd linkse partij DS'70, brak Drees met zijn partij, de PvdA, uit onvrede over de in zijn ogen steeds radicalere en onrealistische koers van de PvdA onder invloed van Nieuw Links.

## Levensloop

### Privé

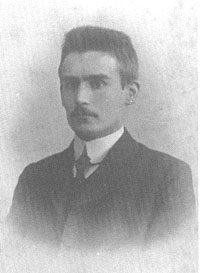
Willem Drees in 1908.

Willem Drees werd geboren als zoon van Johannes Michiel Drees en Anna Sophia van Dobbenburgh. Zijn vader was bankbediende bij de Twentsche Bank en overleed toen Drees vijf jaar oud was. Zijn ouders waren lid van de Nederlandse Hervormde Kerk en behoorden daarbinnen tot de orthodoxe stroming.
Als tiener volgde hij een aantal jaren catechisatie maar besloot uiteindelijk geen belijdenis van zijn geloof af te leggen omdat hij onoverkomelijke bezwaren had ten aanzien van de gedachte dat wie niet in het verlossingswerk van Jezus Christus gelooft voor eeuwig verloren zou zijn. Hij ontwikkelde zich daarop in de loop der jaren tot een agnost.
Drees werd een vurig aanhanger van de sociaaldemocratie nadat hij in december 1902 in Amsterdam de viering van de verkiezingsoverwinning van Troelstra in het district Amsterdam III had bijgewoond. Zijn hele verdere leven zou hij ondanks wat punten van kritiek Troelstra blijven bewonderen.
Hij bezocht de Tweede driejarige HBS voor Jongens aan de Marnixstraat te Amsterdam van 1898 tot 1901. Daarna volgde hij handelsonderwijs aan de Eerste Openbare Handelsschool aan het Raamplein 1 te Amsterdam, van 1901 tot 1903, toen hij eindexamen deed. Hier wekte de diamantbewerkerszoon Eli d'Oliveira zijn belangstelling voor het socialisme.
In 1904 behaalde hij het praktijkdiploma boekhouden en in 1909 kreeg hij een diploma M.O.-staathuishoudkunde en statistiek.
Op 28 juli 1910 trouwde Drees te Amsterdam met Catharina Hent, die als roepnaam To gebruikte. Ze kregen twee zoons en twee dochters, waarvan één dochter jong stierf, al op 6-jarige leeftijd in 1920 aan de Spaanse griep. Zoon Willem Drees jr. werd ook politiek actief. Hij was minister, Tweede Kamerlid en lid van de Algemene Rekenkamer.
Het verhaal wil dat To tijdens Drees’ premierschap zodanig op de achtergrond bleef, dat men haar niet herkende als de echtgenote van Drees. Toen ze voor hem het draagteken van het aan Drees uitgereikte Grootkruis voor op de revers wilde aanschaffen vertelde de verkoper haar: “Mevrouw, ik geloof dat u zich vergist en dat uw man vast een andere onderscheiding heeft gekregen. Het Grootkruis Nederlandse Leeuw is de hoogste onderscheiding die we kennen, oud-premier Drees heeft die onlangs gekregen.”

### Loopbaan
Drees was tot 1906 werkzaam bij de Twentsche Bank te Amsterdam, net als zijn vader. Hij werd daarna stenograaf bij de gemeenteraad van Amsterdam en vanaf 1907 tot 1919 bij de Staten-Generaal.
In 1904 werd hij lid van de Sociaal-Democratische Arbeiderspartij, die in 1946 op zou gaan in de Partij van de Arbeid. Van 1910 tot 1931 was hij voorzitter van de SDAP, afdeling Den Haag. Van 1913 tot 1941 was Drees lid van de gemeenteraad van Den Haag. In die periode was hij van 1919 tot 1931 wethouder van Sociale Zaken en tot 1933 wethouder van Financiën en Openbare Werken.
Van 1919 tot 1941 was hij ook lid van Provinciale Staten van Zuid-Holland en van 1927 tot 1946 lid van het partijbestuur van de SDAP. Van 1933 tot mei 1940 was hij lid van de Tweede Kamer der Staten-Generaal voor de SDAP. Vanaf 1939, toen de sociaaldemocraten voor het eerst in de regering kwamen, was Drees fractievoorzitter. Tijdens de crisis van de jaren dertig werkte Drees mee aan het zogenoemde Plan van de Arbeid, een hoofdzakelijk door Hein Vos en Jan Tinbergen opgesteld plan om door overheidsstimulering en vraagvergroting de stagnerende economie weer vlot te trekken.

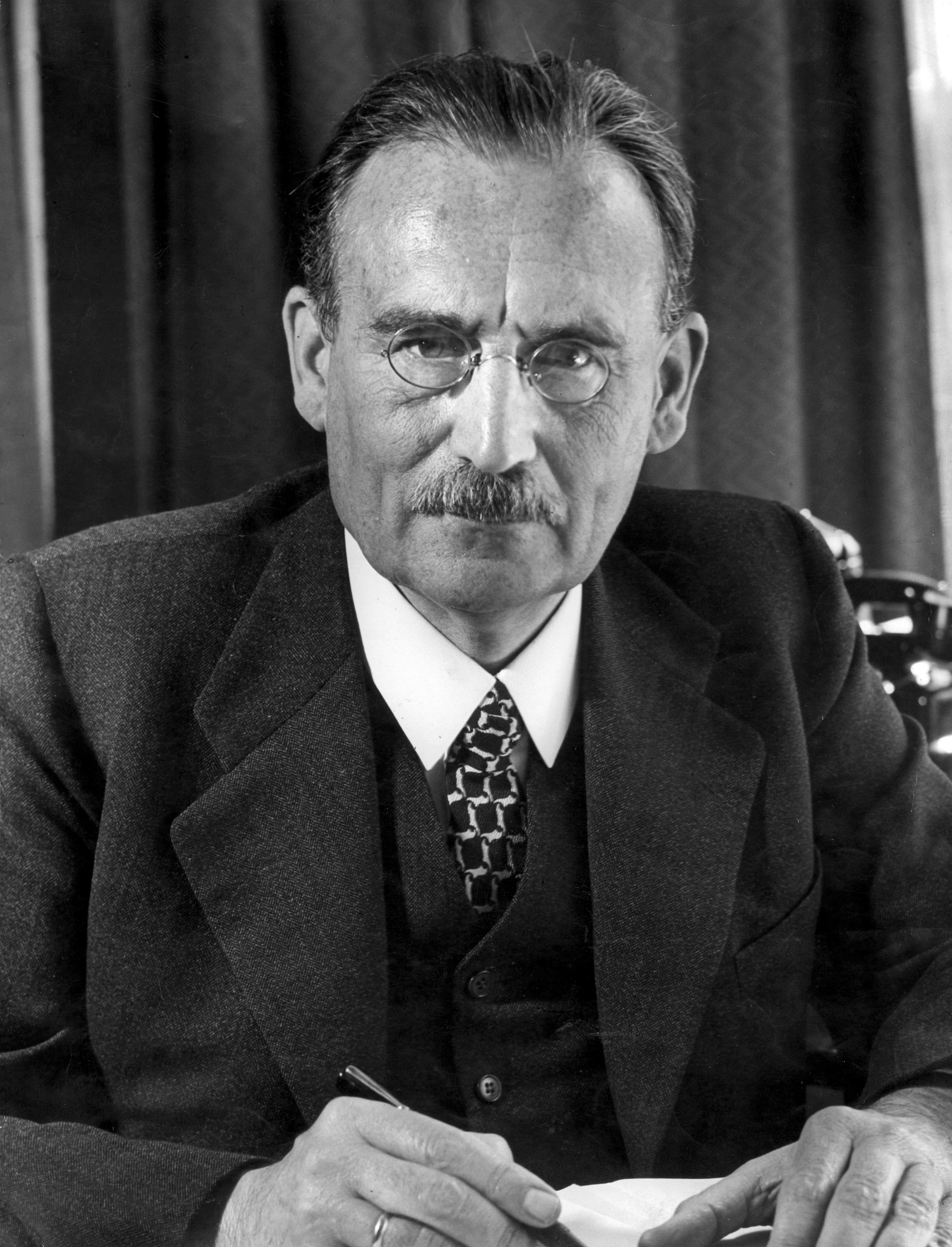
Willem Drees als Minister van Sociale Zaken in 1947.

Drees was tijdens de Tweede Wereldoorlog gijzelaar in Buchenwald van 1940 tot 1941. Van 1944 tot 1945 was hij lid van het College van Vertrouwensmannen, dat het formele gezag in bevrijd Nederland zou uitoefenen tot de terugkeer van de regering.
Van 24 juni 1945 tot 7 augustus 1948 was Drees minister van Sociale Zaken in het kabinet-Schermerhorn-Drees en in het eerste kabinet-Beel.
Van 7 augustus 1948 tot 22 december 1958 was hij minister-president, minister van Algemene Zaken, in vier achtereenvolgende kabinetten die zijn naam dragen. Op 22 december 1958 werd hij benoemd tot minister van staat.
Drees ontving eredoctoraten van de Nederlandse Economische Hogeschool te Rotterdam op 8 november 1948 (erepromotor prof.dr. C.W. de Vries) en van de Universiteit van Maryland (VS) in 1952.
Op 24 mei 1971 zegde Drees vanwege zijn onvrede met de in zijn ogen te linkse koers van de PvdA zijn lidmaatschap van deze partij op; vooral de opkomst en invloed van Nieuw Links was hier debet aan. Nieuw Links bestond onder anderen uit de toen prominente PvdA'ers: Jan Nagel, Han Lammers, André van der Louw, Hans van den Doel, Max van den Berg en Marcel van Dam. Drees achtte de koers die Nieuw Links inzette te radicaal, niet realistisch en spilziek.
Drees bleef tot aan zijn dood in 1988 partijloos. Hij trad niet toe tot de van de PvdA afgescheiden meer behoudende sociaaldemocratische partij DS'70, waarvan zijn zoon Willem Drees jr. herhaaldelijk lijsttrekker was.

## Betekenis
Drees is van grote betekenis geweest voor Nederland en voor de Nederlandse sociaaldemocratie. In de Tweede Wereldoorlog heeft hij een belangrijke plaats ingenomen in het verzet tegen de Duitse bezetters.
Voor Nederland schuilt zijn grootste verdienste in het feit dat hij verantwoordelijk was voor de opbouw van de verzorgingsstaat. Hij stond aan de basis van veel sociale wetgeving en zette zich meer in het bijzonder in voor werklozen, ouderen en de laagstbetaalden. In de eerste historische Canon van Nederland, uit 2006, werd Drees om die reden opgenomen in het thema over de verzorgingsstaat. In de herziene versie van 2020 nam de Canon-commissie het besluit om Drees en het venster van de verzorgingsstaat te vervangen door Marga Klompé in een thema over de eerste vrouwelijke minister van Nederland.
Drees zal ook in de herinnering blijven voortleven als de premier van de wederopbouw. Hij was daarmee de juiste man op de juiste plaats in de juiste tijd, waarin aan alles tekort was. Hij kon echter ook weinig plooibaar ten opzichte van andersdenkenden zijn, met name in de kwestie Nederlands-Indië. Zelf sprak hij van "vier jaar nachtmerrie" over de jaren 1945-1949.
Als minister-president kreeg hij te maken met het volgende:
- Hij kreeg als minister-president vanaf 1948 de leiding over kabinetten die te maken hadden met de naweeën van de desastreuze gevolgen van de bezetting. Het beleid richtte zich daarbij op reïndustrialisatie, oplossen van de woningnood, bevordering van export, modernisering en ordening van de landbouw en het economische leven (publiekrechtelijke bedrijfsorganisatie), herstel van de betalingsbalans, gezondmaking van de overheidsfinanciën en het stimuleren van emigratie.
- Belangrijk aspect van het kabinetsbeleid was de opbouw van de sociale-welvaartsstaat onder andere via sociale wetgeving, zoals de Werkloosheidswet, de Algemene Ouderdomswet en de Algemene Weduwen- en Wezenwet. Het economische beleid werd gekenmerkt door de relatieve rust op het sociale front (dat wil zeggen er waren weinig stakingen), die werd bewerkstelligd door enerzijds de geleide economie en anderzijds nieuwe overlegvormen, zoals de Stichting van de Arbeid en de SER. Via de Publiekrechtelijke bedrijfsorganisatie kregen organisaties in de landbouwsector en op sociaal-economisch gebied belangrijke regelgevende bevoegdheden. Zijn kabinetten, met daarin de ministers Jan van den Brink en Jelle Zijlstra, voerden een krachtig industrialisatiebeleid. Het financiële beleid werd gekenmerkt door soberheid (met name onder Piet Lieftinck). In 1957, toen oververhitting van de economie dreigde, werd besloten tot bestedingsbeperking.
- Tijdens zijn premierschap vond de Tweede 'Politionele Actie' (18-31 december 1948) plaats, die eindigde met een Veiligheidsraadsresolutie en de instelling van een V.N.-commissie (U.N.C.I). die moest aansturen op soevereiniteitsoverdracht vóór 1950. Drees en de overige PvdA-ministers gingen ondanks tegenstand (onder leiding van Van der Goes Van Naters) binnen de partij akkoord met de Tweede Politionele Actie en legden zich neer bij het besluit van de meerderheid van het kabinet. Historicus en officiële Dreesbiograaf Hans Daalder noemt in zijn boek Vier jaar Nachtmerrie: De Indonesische Kwestie uit 2004 het besluit tot de Tweede Politionele Actie een omstreden beslissing. Het besluit werd gezien als een grote politieke fout van Drees.

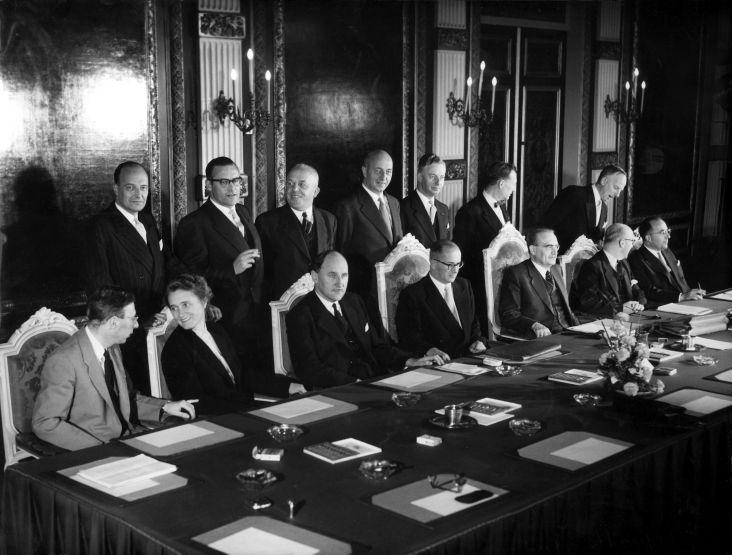
Eerste zitting van het nieuwe Kabinet-Drees III in 1956.

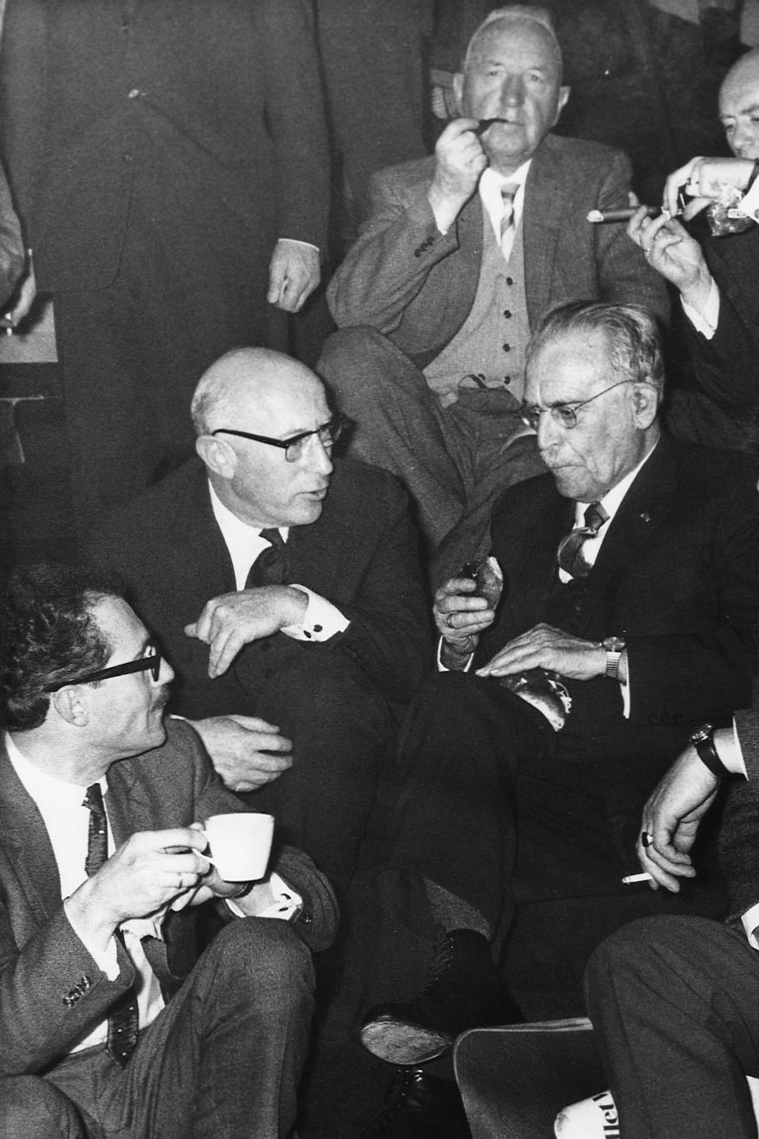
Willem Drees in gesprek met Ivo Samkalden, 1965

- Drees bracht in januari 1949, na afloop van de Tweede Politionele Actie, een bezoek aan Nederlands-Indië voor overleg met onder meer Beel, Spoor, Sjahrir en sultan Hamid II. Dit bezoek leverde geen resultaten op. Drees was tijdens het bezoek enige tijd door ziekte uitgeschakeld.
- Na een onder zijn voorzitterschap tussen 23 augustus en 2 november 1949 in Den Haag gehouden rondetafelconferentie tussen een delegatie van de Nederlandse regering en vertegenwoordigers van de Republiek Indonesië werd op 27 december 1949 in Amsterdam en Batavia de soevereiniteit over Nederlands-Indië overgedragen aan de Verenigde Staten van Indonesië.
- Ook tussen 1949 en 1961 bleef de Indonesische kwestie, met name door de positie van Nieuw-Guinea en de houding van minister Luns, een belangrijke rol spelen. Luns wilde Nieuw-Guinea niet opgeven en overwoog nieuw militair ingrijpen. De Verenigde Staten onder president Kennedy grepen in. Luns plannen mislukten en in 1962 werd Nieuw Guinea deel van Indonesië.
- De buitenlandse politiek van de kabinetten waarin hij leiding gaf, werd gekenmerkt door trouw aan het Atlantisch Bondgenootschap, loyale steun aan de Verenigde Staten (o.a. in de Korea-oorlog) en het streven naar Europese samenwerking, uitmondend in het Verdrag van Rome (1957). Met name het Russische ingrijpen in Tsjecho-Slowakije in 1948 werden diverse maatregelen genomen ter vergroting van de binnenlandse veiligheid, dat wil zeggen het bestrijden van communistische invloed. Tevens werd de opbouw van de civiele verdediging (instelling B.B.) ter hand genomen.
- Drees verving verschillende malen tijdelijk collegae; onder andere die van Buitenlandse Zaken, Financiën, Oorlog en Sociale Zaken. Verdedigde in 1950 als minister van Buitenlandse Zaken a.i. in de Tweede Kamer het wetsvoorstel tot goedkeuring van een samenwerkingsverdrag met de VS op defensiegebied.

Voor de monarchie is Drees van betekenis geweest door de wijze waarop uiteindelijk de Greet Hofmans-affaire werd aangepakt. Na het onderzoek door de Commissie-Beel werden de banden tussen Greet Hofmans en Soestdijk verbroken, waarmee de dreiging van een constitutionele crisis werd bezworen.
De betekenis van Drees voor de sociaaldemocratie is dat hij heeft laten zien dat deze richting kan bijdragen aan een solide landsbestuur. Sinds de 'vergissing van Troelstra' in 1918 zaten de socialisten in een verdachte hoek en namen ze, behoudens in het kabinet-De Geer II, niet deel aan de regering. Door Drees werd deze uitsluiting van de sociaaldemocraten doorbroken.
In 2004 tijdens de verkiezing van De grootste Nederlander eindigde Drees op de derde plaats.
In januari 2006 werd Willem Drees door de luisteraars van het radioprogramma OVT (Onvoltooid Verleden Tijd) van de VPRO verkozen tot de beste Nederlandse premier van na de Tweede Wereldoorlog.

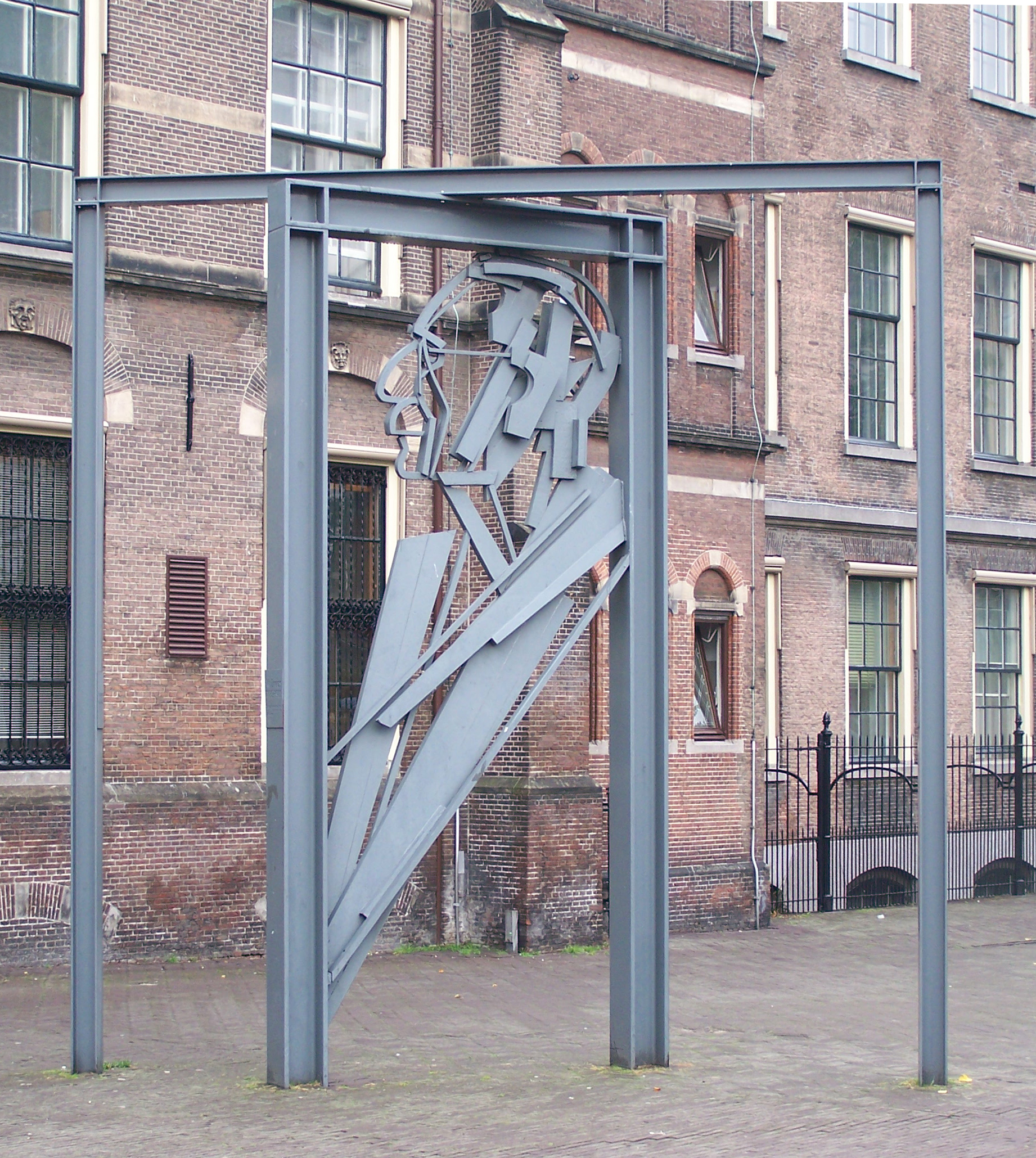
Monument ter nagedachtenis aan Willem Drees, gemaakt door Eric Claus in 1988. Het staat vlak voor de zuidelijke ingang van het Binnenhof.

## Anekdotes
Over Drees doen allerlei anekdotes de ronde over zijn spreekwoordelijke zuinigheid, zoals die dat hij tijdens een bezoek van Amerikaanse inspecteurs voor de Marshall-hulp zijn gasten op thee met mariakaakjes zou hebben getrakteerd (wat voor de gasten reden zou zijn geweest om overtuigd te zijn van een zuinig financieel beleid in Nederland). Hoewel deze anekdote waarschijnlijk niet op waarheid berustte, klopt het beeld van zuinigheid wel. De anekdote gaat waarschijnlijk terug op een later bezoek van William Averell Harriman aan Nederland voor de viering van één jaar Marshallhulp, waarbij hij informeel ontvangen werd bij Drees thuis, op 3 april 1949 na de lunch. Aan zijn eenvoudige levensstijl, ook volgehouden toen hij minister-president was, had de voormalige wethouder van 's-Gravenhage de bijnaam Wethouder van Nederland te danken.
Als geheelonthouder kreeg Drees tijdens diners geen wijn geserveerd, maar toostte hij met op wijn gelijkend druivensap.
Drees zou ook, nadat tijdens een receptie de dochter van de Italiaanse premier Alcide De Gasperi tegen hem had gezegd dat het zo fijn was dat er nu zes katholieke ministers van Buitenlandse Zaken kwamen in de E.E.G., geconcludeerd hebben dat het maar beter was als Nederland (in 1952) geen katholieke minister van Buitenlandse Zaken kreeg. Overigens overwoog hij toen de katholieke Joseph Luns als buitenlandminister in zijn nieuwe kabinet.
Volgens Willem Vliegen was de lijst van functies die Drees op den duur uitoefende "een van de langste die een mensch op zich kan nemen." Een van die functies was het voorzitterschap van een SDAP-commissie die het vraagstuk van de cumulatie van functies onderzocht.

## Onderscheidingen en lidmaatschappen

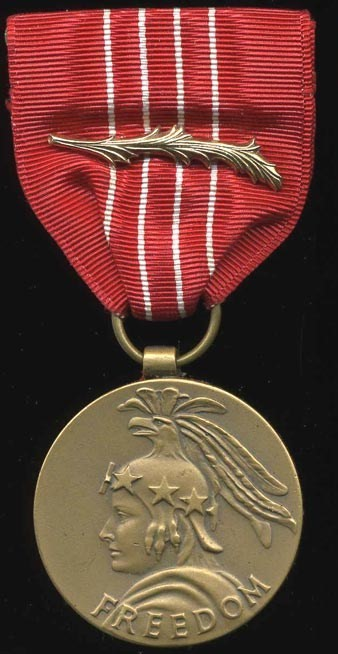
Medal of Freedom

Drees ontving het Grootkruis Orde van de Nederlandse Leeuw op 22 december 1958, uitgereikt door koningin Juliana persoonlijk. Hij ontving ook de erepenning van 's-Gravenhage. Voor zijn verzetswerkzaamheden ontving hij van de Amerikaanse regering de Medal of Freedom with bronze palm te Den Haag op 8 april 1953.
Drees was lid van de Stenografenvereniging "Steeds Sneller", van de Nederlandse Vereniging tot Afschaffing van Alcoholhoudende Dranken (vanaf 1903), van de korfbalverenigingen D.O.S. en D.E.O.S. te Amsterdam (beide verenigingen waren door Drees zelf opgericht; hij was lid van 1905 tot 1910), later heeft hij bij korfbalvereniging ALO in Den Haag gespeeld.
Erefuncties van Drees waren
- honora membro (erelid) Esperanto Organisatie Universala Esperanto-Asocio
- erevoorzitter The International Committee for the Prevention of Alcoholism
- erevoorzitter Federatie voor Stenografie Groote, 1940

Drees werd in 1918 ingewijd in de vrijmetselarij in Loge Silentium te Delft, waar hij relatief snel de verschillende graden doorliep; hij was gevraagd als stenograaf en moest als benoemd notulist-stenograaf van het Grootoosten der Nederlanden de rangen in de lokale logestructuur doorlopen hebben. In 1933 trok Drees zich uit de actieve vrijmetselarij terug op advies van kringen uit de SDAP.

## Hoge leeftijd

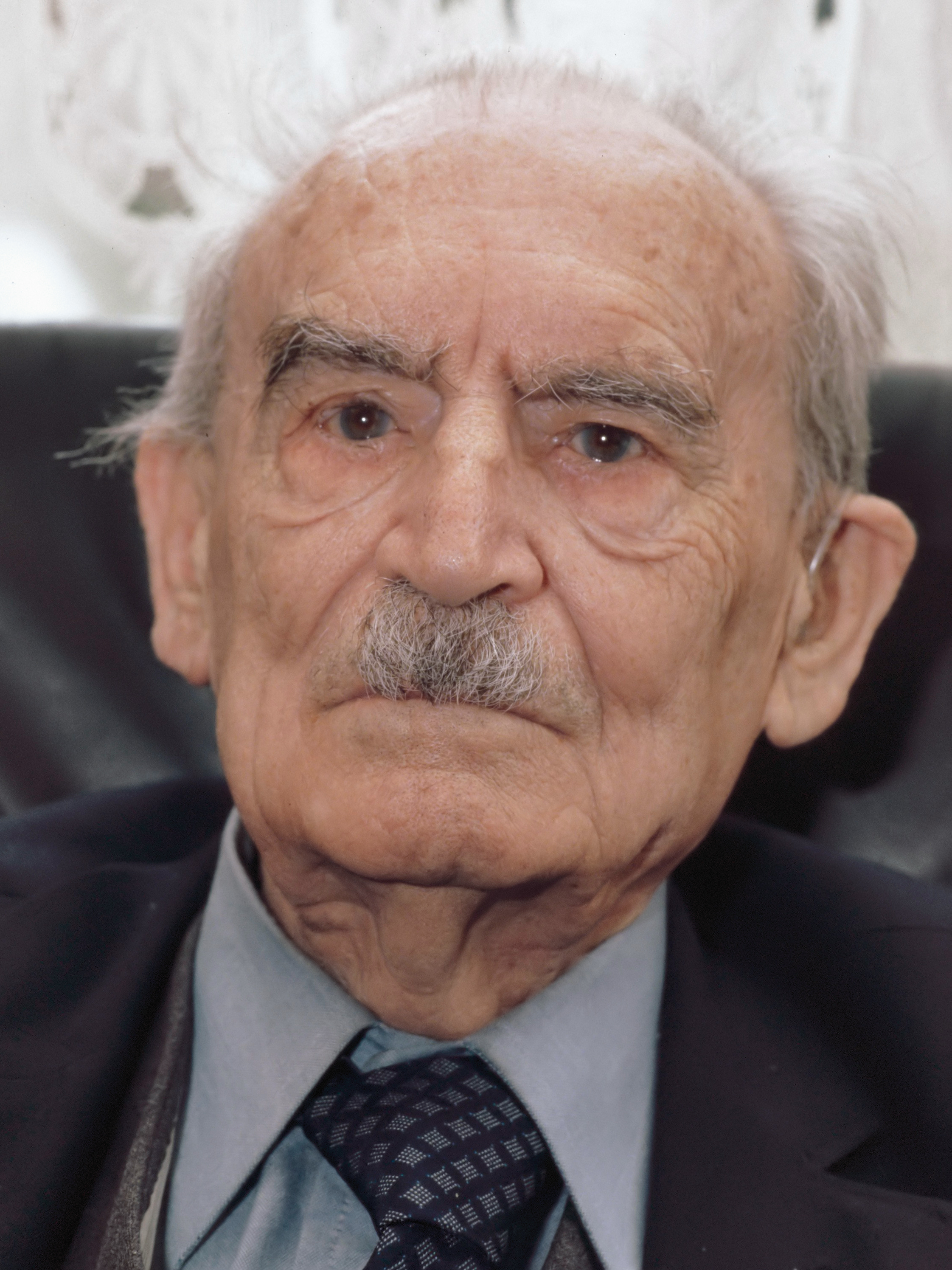
Willem Drees (1981)

Drees overleed op 101-jarige leeftijd. Hij was geheelonthouder en leidde een sober leven. Ter gelegenheid van zijn honderdste verjaardag gaf de PTT een postzegel uit. Ook werd aan de Leidse universiteit een symposium georganiseerd en werd een borstbeeld van de staatsman in het Torentje geplaatst, de werkkamer van de Nederlandse minister-president. Op 4 juli 1986 vond de onthulling plaats van een gedenksteen in zijn geboortehuis aan het Haarlemmerplein 23 in Amsterdam. Na zijn overlijden werd op 25 mei 1988 in de Tweede Kamer een speciale herdenking aan hem gewijd, waarbij de ministers van staat, oud-bewindslieden uit de kabinetten-Drees en de oud-ministers-presidenten De Jong en Biesheuvel aanwezig waren. In Den Haag werd op 5 juli 1988 een monument te zijner nagedachtenis door zijn drie kinderen onthuld. Dit monument, vervaardigd door de kunstenaar Eric Claus stond aanvankelijk nabij het stadhuis aan de Groenmarkt, maar verhuisde later naar een plek vlak bij het gebouw van de Tweede Kamer.

## Publicaties van Drees
- "Werklozensteun", in "Gemeentebestuur" (1924)
- "Het Amsterdamsche werkloosheidsrapport", in: "Gemeentebestuur" (1928)
- "Het Internationale stedencongres", in: "Gemeentebestuur" (1929)
- "Haagsche Werkloosheidsrapporten", in: "Gemeentebestuur" (1930)
- "Werklozenzorg en de verhouding tussen Rijk en Gemeenten", in: "Gemeentebestuur" (1931)
- "Luchtbescherming en luchtverdediging", in: "Gemeentebestuur"
- "Op de kentering" (1945)
- "Drees aan het woord" (1952) (redevoeringen en artikelen, red. K. Voskuil)
- "Van mei tot mei. Persoonlijke herinneringen aan bezetting en verzet" (1958)
- "Een jaar Buchenwald" (1961)
- "Zestig Jaar Levenservaring" (1962)
- "De vorming van het regeringsbeleid" (1965)
- "Lasalle en Marx" (1967)
- "De burgemeester in de branding" (1968)
- "Monarchie, Democratie en Republiek" (1969)
- "Het Nederlandse Parlement vroeger en nu" (1975)
- "Marx en het democratisch-socialisme" (1979)
- "Herinneringen en Opvattingen" (1983)

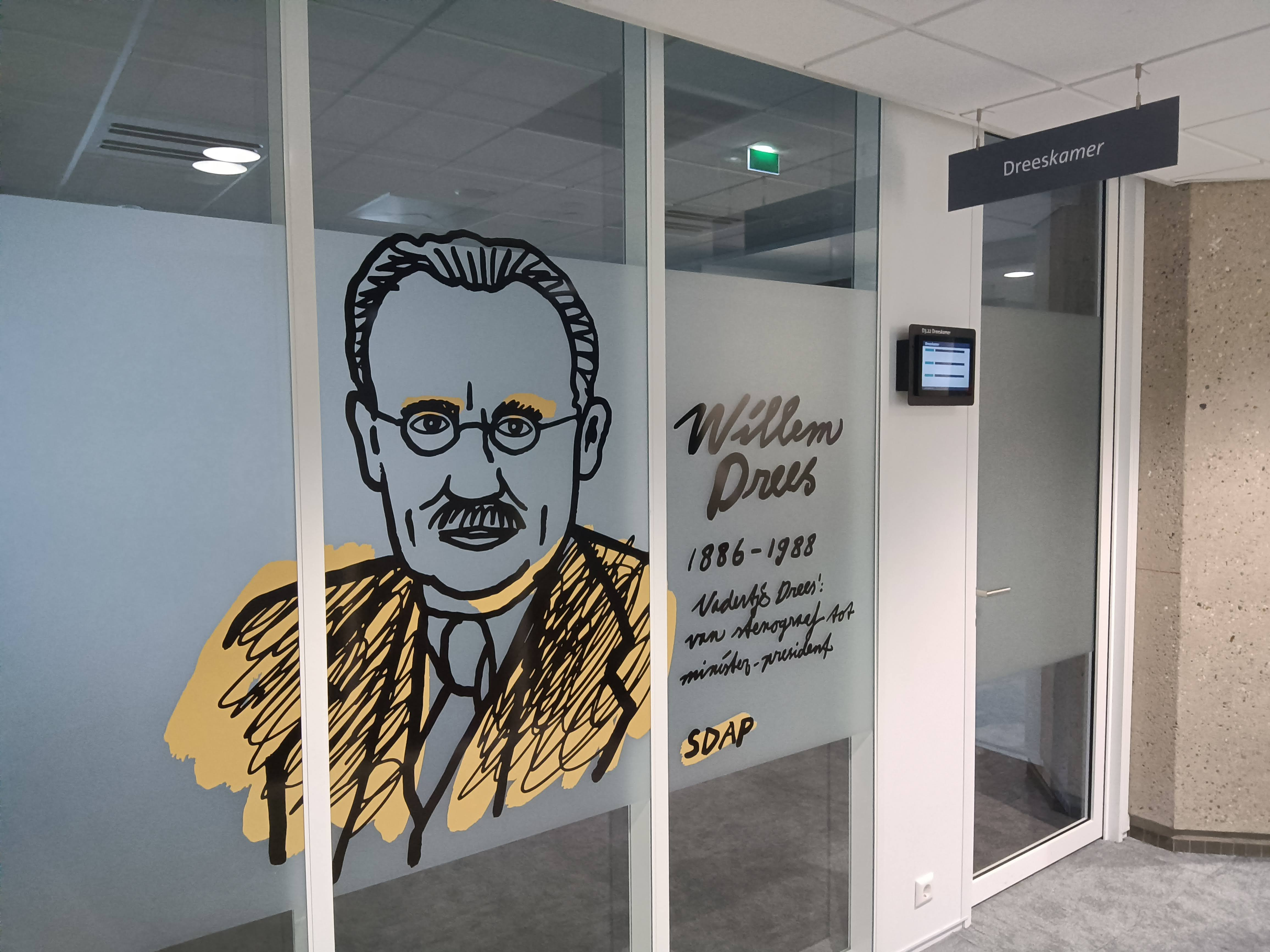
Vergaderruimte vernoemd naar Drees in het tijdelijke onderkomen van de Tweede Kamer